# George Grossmith Jr.
Pour les articles homonymes, voir Grossmith.
Ne doit pas être confondu avec son père, George Grossmith.
George Grossmith, né le 11 mai 1874 à Londres (Royaume-Uni) et mort le 6 juin 1935 à Londres (Royaume-Uni), est un acteur et scénariste britannique. Il est le fils de l'écrivain et acteur George Grossmith (1847-1912).

## Filmographie

### Comme acteur
- 1909 : A Gaiety Duet : Honourable Hugh
- 1913 : The Argentine Tango and Other Dances
- 1930 : Le Beau Contrebandier (Women Everywhere), de Alexander Korda : Aristide Brown
- 1930 : Those Three French Girls d'Harry Beaumont : Earl of Ippleton
- 1930 : Are You There? : Duke of St. Pancras
- 1932 : Service for Ladies : Mr. Westlake
- 1932 : Maryrose et Rosemary (Wedding Rehearsal) d'Alexander Korda : Earl of Stokeshire
- 1933 : L'Homme à l'Hispano de Jean Epstein : Lord Oswill
- 1933 : L'Épervier (Les Amoureux) : Erik Drakton
- 1933 : The Girl from Maxim's : The general
- 1934 : La Châtelaine du Liban : Le colonel Hobson
- 1934 : Princess Charming : King of Aufland